# 神奈川县厅舍

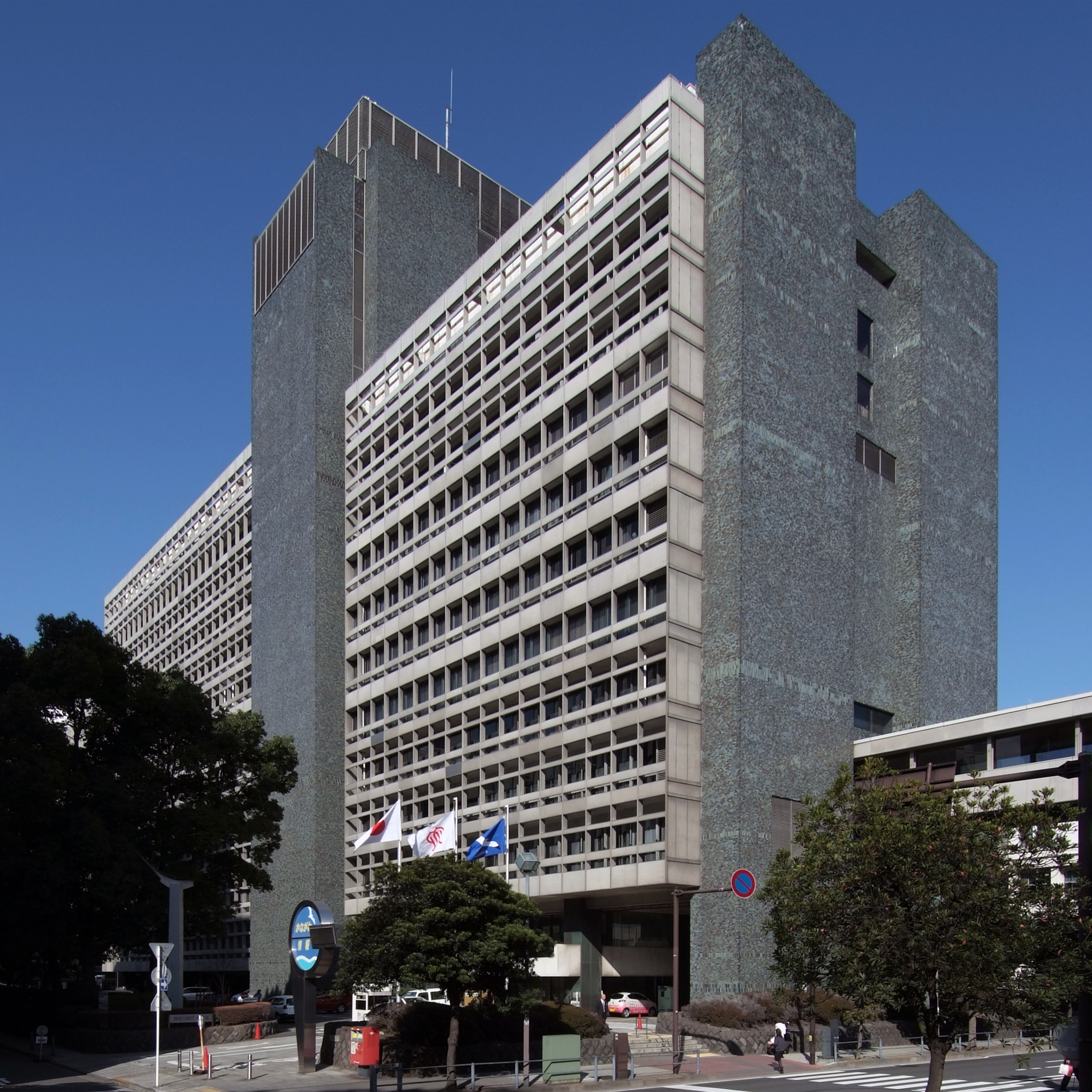
神奈川县厅新厅舍

神奈川县厅舍是位於日本神奈川县横滨市中区日本大通的官署建築，为神奈川縣廳（縣政府）所在地，包括本厅舍、新厅舍、分厅舍、第二分厅舍等。
关东大地震时，神奈川县旧厅舍被烧毁。本厅舍于1927年（昭和2年）1月15日开工，1928年（昭和3年）10月31日完工，建筑风格采用昭和初期流行的帝冠样式，拥有48.60米高的塔楼，为横滨三塔之一。1996年列为登錄有形文化財。2019年列入重要文化財。
新厅舍高13层、建于1966年。